# Pithya cupressi
Pithya cupressi är en svampart som först beskrevs av August Johann Georg Karl Batsch, och fick sitt nu gällande namn av Karl Wilhelm Gottlieb Leopold Fuckel 1870. Pithya cupressi ingår i släktet Pithya och familjen Sarcoscyphaceae.   Inga underarter finns listade i Catalogue of Life.